# Chiesa di San Michele Arcangelo (Sustinente)
La chiesa di San Michele Arcangelo è la parrocchiale di Sustinente, in provincia e diocesi di Mantova; fa parte del vicariato foraneo Madonna della Comuna.

## Storia
La prima citazione della pieve di Sustinente, fondata dai monaci benedettini, risale al 1037 ed è contenuta in un diploma dell'imperatore Corrado II il Salico; una seconda menzione si ritrova in una bolla di papa Pasquale II risalente al 1105.
Nel 1544 la parrocchia sustinentese venne visitata dal vescovo di Mantova Ercole Gonzaga.
All'inizio del XVII secolo la pieve divenne sede di un vicariato foraneo, che andò a comprendere, oltre alla parrocchia sustinentese, anche quelle di Serravalle, di Libiola e di Sacchetta.
Dalla relazione della visita pastorale del 1676, effettuata dal vescovo Cattaneo, si apprende che la parrocchiale, in cui avevano sede le confraternite del Santissimo Sacramento e della Beata Maria Vergine del Carmelo, aveva come filiali l'oratorio di Sant'Antonio e un sacello in località Poletto.
Nella prima metà del XIX secolo il vicariato di Sustinente venne soppresso ed aggregato a quello di Ostiglia; la nuova parrocchiale fu costruita tra il 1850 e il 1853.
Con la riorganizzazione territoriale della diocesi, avvenuta nel 1967, la parrocchia entrò a far parte del vicariato della Madonna della Comuna; nel 1980 si provvide ad adeguare la chiesa alle norme postconciliari, mentre tra il 2013 ed il 2014 l'edificio venne ristrutturato per sanare i danni provocati dal sisma del 2012.

## Descrizione

### Facciata
La facciata a salienti della chiesa, rivolta a nordovest e suddivisa da una cornice marcapiano in due registri, entrambi scanditi da paraste, presenta in quello inferiore, più largo, il portale maggiore lunettato e i due ingressi laterali, entrambi sormontati da finestrelle semicircolari, e in quello superiore, sormontato dal timpano triangolare, una finestra rettangolare.
Annesso alla parrocchiale è il campanile a base quadrata, la cui cella presenta su ogni lato una monofora affiancata da lesene ed è coronata dalla guglia, poggiante sul tamburo a pianta ottagonale.

### Interno
L'interno dell'edificio si compone di tre navate, suddivise da pilastri abbelliti da lesene e sorreggenti archi a tutto sesto sopra i quali corre la cornice su cui si imposta la volta; al termine dell'aula si sviluppa il presbiterio, sopraelevato di tre gradini e chiuso dall'abside.
Qui sono conservate diverse opere di pregio, le maggiori delle quali sono gli affreschi della volta raffiguranti le Opere dello Spirito Santo nella Chiesa, risalenti al Novecento.